# USAC National Championship 1983/1984
USAC National Championship 1983/1984 var ett race som kördes över två omgångar. Rick Mears ställde bara upp i Indianapolis 500, men hans vinst där räckte för att ta hem titeln. Racet på DuQuoin var det sista USAC-loppet utanför Indianapolis Motor Speedway någonsin.

## Delsegrare
| Datum       | Bana             | Vinnare           |
| ----------- | ---------------- | ----------------- |
| 5 september | DuQuoin          | Gary Bettenhausen |
| 27 maj      | Indianapolis 500 | Rick Mears        |

## Slutställning
| Plats | Förare            | Poäng |
| ----- | ----------------- | ----- |
| 1     | Rick Mears        | 1000  |
| 2     | Roberto Guerrero  | 800   |
| 3     | Al Unser          | 700   |
| 4     | Al Holbert        | 600   |
| 5     | Mario Andretti    | 500   |
| 6     | Gary Bettenhausen | 400   |
| 7     | A.J. Foyt         | 400   |
| 8     | George Snider     | 340   |
| 9     | Bobby Rahal       | 300   |
| 10    | Ken Schrader      | 280   |